# Greensburg, Pennsylvania
Greensburg är administrativ huvudort i Westmoreland County i delstaten Pennsylvania. Orten har fått namn efter militären Nathanael Greene. Enligt 2010 års folkräkning hade Greensburg 14 892 invånare.